# Kurt Zimmer
Kurt Zimmer (ur. 29 lipca 1924 w Saarbrücken, zm. 19 stycznia 2008 tamże) – kajakarz z Protektoratu Saary,  uczestnik LIO 1952.
Na igrzyskach startował w dwóch konkurencjach: na 1000 m i na 10 000 m (w parze z Heinrichem Hessem). Na dystansie 1000 m odpadli w eliminacjach, a na dystansie 10 000 m zajęli 12. miejsce.